# أبريل روس بيريز
أبريل روس بيريز هي متسابقة ملكة الجمال فلبينية، ولدت في 1981 في مدينة زامبوانجا في الفلبين.